# Friedrich Moritz Friebel
Friedrich Moritz Friebel, född 25 december 1809 i Lommatzsch, Tyskland, död 15 december 1857 i Tyska S:ta Gertruds församling, Stockholm, var en svensk oboist.

## Biografi
Friedrich Moritz Friebel, som föddes 1809, anställdes 1 juli 1834 som förste oboist vid Kungliga Hovkapellet i Stockholm. Han tog avsked från sin tjänst vid Hovkapellet 1 juli 1857. Friebel avled 1857 i Stockholm.
Han gifte sig 23 juni 1840 med balettdansösen Carolina Granberg.
Ett instrument som har tillhört Friebel finns på Scenkonstmuseet, Stockholm. Tillverkat av J.F. Floth med ID nummer F284.